# 日本酒店基金投資法人
日本酒店基金投資法人(Nippon Hotel Fund Investment Corporation 或 日本ホテルファンド投資法人)，（東證1部：8985）由日本日本酒店產業信託股份有限公司旗下信託管理，主要經營日本所有地區酒店產業。包括東京、熊本、沖縄。
而每年財政年度則為3月31日止。
其股份自2006年於東京證券交易所房地產信託基金板上市。